# The Unseen (banda)
The Unseen é uma banda de street punk/punk rock americana, formada em 1993 em Hingham, Massachusetts.

## História
Os The Unseen foram formados em Hingham, Massachusetts, em 1993, tendo-se depois mudado para Boston. Juntamente com outras bandas de street punk, a banda decidiu revitalizar o som do punk de rua inglês dos anos 80.
A formação inicial do grupo consistiu em Tripp no baixo e nos vocais, Scott na guitarra, Civitarese na bateria e vocais e Paul Russo na segunda guitarra e vocais, para além da bateria e baixo durante concertos ao vivo, quando a banda trocava de instrumento para determinadas músicas. A maioria dos concertos começava com Russo e Tripp a cantar, e depois o concerto terminava com o Paul a tocar bateria e Civitarese na voz. Russo passou a tocar nos The Pinkerton Thugs, bem como outro projeto a solo chamado The Strings. Atualmente, toca  numa banda punk chamada Broken Stereo.
Mark "Unseen" Civitarese, que tocou bateria nos primeiros álbuns da banda, tornou-se o vocalista após a saída de Paul Russo. Ele também fundou e atualmente administra a ADD Records. Mark juntou-se brevemente ao grupo punk de Boston A Global Threat como segunda voz e gravou os LPs What The Fuck Will Change? e Untill We Die antes de decidir concentrar-se nos seus deveres com os The Unseen. No entanto, logo após sua saída, ele e o guitarrista "Unseen" Scott, juntamente com Mike Graves e Peter Curtis (então ambos membros dos A Global Threat) formaram os Self Destruct. Eles lançaram apenas um EP, intitulado Violent Affair, e tocaram menos de 10 concertos, mas o estilo musical e o conteúdo lírico exibidos no seu único disco teriam grande influência em todas as músicas seguintes dos Unseen, ajudando a moldar o seu futuro som com Civitarese como líder. Em 2010, Civitarese formou uma banda de punk rock chamada Ashers e lançou um álbum de vinil de 7 intitulado Kill Your Master. Mais recentemente, Civitarese juntou-se a vários membros da cena hardcore de Boston para formar a banda de hardcore/metal Tenebrae.
Houve alguma controvérsia em respeito à banda, incluindo alegações de que nos últimos anos eles se teriam "vendido", e que a forte mensagem política de Paul Russo se teria perdido com a sua saída da banda. Também foram muito criticados pelo facto terem produzido videoclipes para canais canais comerciais, como a MTV. Os Darkbuster, uma banda da zona onde os The Unseen foram criados, chegou a lançar uma música como piada, chamada "I Hate The Unseen", embora os membros de ambas as bandas mantenham uma relação de amizade.
Os Unseen fizeram digressões pela Europa, América do Norte, Austrália, Japão e México com reconhecidas bandas de punk rock, como os The Bouncing Souls ou Rancid, ou mais hardcore, como os Hatebreed e os Sick of It All. Desde a saída de Russo que a banda usou muitos substitutos em digressões, como membros dos The Virus, Strike Anywhere e F-Minus, tendo posteriormente incluído um quinto membro na banda, Jonny, um ex-guitarrista de A Global Threat que esteve na banda ao mesmo tempo que Civitarese.
Em 2006, Tripp lançou o livro So This Is Readin'?, que detalha a vida e as dificuldades de estar numa uma banda underground, num tom de comédia. O livro começou como uma piada no site da banda, mas depois de alguns "capítulos" divertidos, Tripp foi contactado por uma editora para lançá-lo em forma de livro. Em maio do mesmo ano, os The Unseen anunciaram que começariam a produzir o seu sexto álbum de estúdio durante o verão. Intitulado Internal Salvation, o trabalho foi lançado em 10 de julho de 2007. A primeira música lançada a partir desse álbum é uma faixa intitulada "Right Before Your Eyes", que foi seguida pela faixa "Break Away", para a qual a banda filmou um videoclipe. Em apoio ao novo álbum, a banda entrou na sua décima terceira Warped Tour e lançou uma digressão nos EUA e Canadá em março de 2008.

## Membros
- Mark Unseen - vocal
- Tripp Underwood - baixo
- Scott Unseen - guitarra
- Pat Melzard - bateria
- Jonny - guitarra

## Discografia
- Lower Class Crucifixion (1998)
- So This Is Freedom (1999)
- Totally Unseen: The Best Of The Unseen (2000)
- The Anger & The Truth (2001)[1]
- The Complete Singles Collection 1994-2000 (2002)
- Explode (2003)[7]
- State of Discontent (2005)[8]
- Internal Salvation (2007)[9]